# Sowa, Botswana
Sowa   este un oraș  în  partea de est a Botswanei, în  districtul  Central. Exploatare de carbonat de sodiu. Conform unor estimări oficiale, în 2001 avea o populație de 2.879 locuitori.